# Fais-moi peur (roman)
Fais-moi peur est un roman français pour la jeunesse écrit par Malika Ferdjoukh, sorti en novembre 1995. Il a reçu le Prix des Lycéens du Haut-Rhin. 

## Synopsis
Monsieur N. est un homme apparemment sans soucis qui travaille comme illustrateur de livres pour enfants. Cependant, Monsieur N. est un meurtrier et un raciste. Alors que Noël approche, Monsieur N. va commettre un meurtre et sera prêt à assassiner quiconque connaît son terrible secret...

## Résumé du livre
Monsieur N. n'avait pas été un criminel toute sa vie. La preuve, il avait déjà 9 ans quand il tua pour la première fois. Bien entendu, à cette époque, il n'était pas encore Monsieur N. Il était Léo, petit garçon qui passait ses vacances chez Mémé et Pépé... Et puis, vingt ans plus tard, le voici, rôdant autour de la maison de la famille Mintz. Les parents sont sortis, les enfants font du pop-corn, Odette voudrait aller chercher un sapin au cimetière, elle craint que le Père Noël ne les oublie. Monsieur N. ne les oublie pas, lui. Il a déjà tué son chien Thor, il a mis un manteau rouge, il se prépare et son cœur se remplit d'allégresse de les tuer quand il se rend compte que la famille Mintz est....juive !  